# История на Сирия
Историята на Сирия обхваща събития, случили се на територията на сегашната Сирийска арабска република и събития, случили се в района на Сирия. През древността територията на сегашна Сирия е окупирана и управлявана от няколко империи, включително шумерите, митаните, асирийците, вавилонците, египтяните, хетите, ханаанците, финикийците, арамейците, амореите, персите, гърците и римляните. Смята се, че Сирия се появява като независима държава за първи път на 24 октомври 1945 г. след подписването на Хартата на Обединените нации от сирийското правителство, което ефективно прекратява мандата на Франция от Обществото на народите да предоставя административни съвети и помощ на населението на Сирия, което влиза в сила през април 1946 г.
На 21 февруари 1958 г. Сирия се слива с Египет, за да създаде Обединената арабска република след плебисцитна ратификация на сливането от нациите на двете страни, но се отделя от нея през 1961 г., като по този начин възстановява пълната си независимост. От 1963 г. Сирийската арабска република се управлява от партията Баас, управлявана изключително от семейство Ал-Асад от 1970 г. насам. В момента Сирия е разделена между съперничещи си сили поради Сирийската гражданска война.

## Праистория
Най-старите останки, намерени в Сирия, датират от Старокаменната епоха (около 800 000 г. пр.н.е.). На 23 август 1993 г. съвместен японско-сирийски екип за разкопки открива вкаменени човешки останки от този период в пещерата Дедерие около 400 км северно от Дамаск. Костите са на 2-годишно неандерталско дете, живяло в Средния палеолит (преди около 200 до 40 хил. години). Въпреки че вече са открити много неандерталски кости, това на практика е първият път, когато е открит почти пълен детски скелет в първоначалното му погребение.
Археолозите доказват, че цивилизацията в Сирия е една от най-древните на земята. Сирия е част от Плодородния полумесец и от приблизително 10 000 г. пр.н.е. е един от центровете на новокаменната култура (Докерамичен неолит A), където земеделието и скотовъдството се появяват за първи път в света. Новокаменната епоха (Докерамичен неолит B) е представена от правоъгълни къщи от културата Мурейбет. През Ранната новокаменна епоха се използват съдове от камък, гипс и горена вар. Находките на инструменти от обсидиан от Анадола са доказателство за ранни търговски връзки. Градовете Хамукар и Емар процъфтяват през Късната новокаменна епоха и Бронзовата епоха.

## Древен Близък Изток
Руините на Ебла близо до Идлиб в Северна Сирия са открити и разкопани през 1975 г. Изглежда, че Ебла е бил говорещ източносемитски град-държава, основан около 3000 г. пр.н.е. В своя зенит, от около 2500 до 2400 пр.н.е., той може да е контролирал империя, достигаща на север до Анадола, на изток до Месопотамия и на юг до Дамаск. Ебла търгува с месопотамските държави Шумер, Акад и Асирия, както и с народите на северозапад. Фараонските дарове, намерени по време на разкопки, потвърждават контакта на Ебла с Древен Египет. Учените смятат, че еблаитският език е бил тясно свързан с източносемитския акадски език на Месопотамия и че е сред най-старите известни писмени езици.
От 3 хилядолетие пр. н. е. Сирия е окупирана и последователно от шумери, еблаити, акадци, асирийци, египтяни, хети, хурити, митани, амореи и вавилонци.
Ебла вероятно е била завладяна в месопотамската Акадска империя (2335–2154 пр.н.е.) на Саргон Велики около 2330 г. пр.н.е. Градът се появява отново, като част от нацията на говорещите  северозападни семитски езици амореи няколко века по-късно и процъфтява в началото на 2 хилядолетие пр.н.е., докато не бъде завладян от индоевропейските хети. Шумерите, акадците и асирийците от Месопотамия наричат региона Mar.Tu или Земята на амуру (амореите) още от 24 век пр.н.е.
Части от Сирия са контролирани от Неошумерската империя, Старата асирийска империя и Вавилонската империя между 22 и 18 век пр.н.е.
За региона воюват съперничещите си империи на хетите, египтяните, асирийците и митаните между 15 и 13 век пр. н. е., като Средноасирийската империя (1365–1050 г. пр. н. е.) в крайна сметка остава да контролира Сирия.
Когато империята започва да се упада в края на 11 век пр. н. е., ханаанците и финикийците излизат на преден план и заемат крайбрежието, а арамейците и сутите изместват амореите във вътрешността, като част от общите смущения и обмен, свързани с бронзовия колапс на епохата и морските народи. През този период по-голямата част от Сирия става известна като Ебер-Нари и Арамеа.
От 10 век пр. н. е. възниква Новосирийското царство (935–605 г. пр. н. е.) и Сирия е управлявана от Асирия през следващите три века, до края на 7 век пр. н. е., и все още е известна като Ебер-Нари и Арам през целия период. Именно от този период името Сирия се появява за първи път, но не във връзка със съвременна Сирия, а като индоевропейска корупция на Асирия, която всъщност обхваща съвременните региони на Северен Ирак, Североизточна Сирия, Югоизточна Турция и северозападната периферия на Иран (вж. Етимология на Сирия).
След като тази империя окончателно се разпада, месопотамското господство продължава известно време с краткотрайното Нововавилонско царство (612–539 г. пр. н. е.), което управлява региона почти 75 години.

## Класическа античност

### Персийска Сирия
През 539 г. пр. н. е. Кир II, крал на персите ахемениди, превзема Сирия като част от своята империя. Поради местоположението на Сирия на източния бряг на Средиземно море, нейния флот и богати гори, персите проявяват голям интерес към облекчаване на контрола, докато управляват региона. По този начин местните финикийци плащат много по-малък годишен данък, който е само 350 таланта в сравнение с данъка на Египет от 700 таланта. Освен това на сирийците е позволено да управляват собствените си градове, тъй като те продължават да се придържат към родните си религии, да създават собствен бизнес и да изграждат колонии по цялото средиземноморско крайбрежие. Сатрапите на Сирия живеят в Дамаск, Сайда или Триполи.
През 525 пр. н. е. Камбис II успява да завладее Египет след битката при Пелузий. След това решава да започне експедиция към оазиса Сиуа и Карфаген, но усилията му са напразни, тъй като финикийците отказват да действат срещу своите роднини.
По-късно финикийците допринасят много за нахлуването на Ксеркс I в Гърция. Аруад подпомага кампанията със своя флот, докато сухопътните войски помагат за изграждането на мост за армията на Ксеркс, за да пресече Босфора в Континентална Гърция.
По време на управлението на Артаксеркс III Сайда, египтяните и единадесет други финикийски града започват да се бунтуват срещу персийските владетели. Революциите са потушени със сила, тъй като Сайда е изгорен заедно с гражданите си.

### Елинистична Сирия
Персийското господство приключва със завоеванията на македонския гръцки цар Александър III Македонски през 333–332 г. пр. н. е. след битката при Иса, която се провежда на юг от древния град Иса, близо до днешния турски град Искендерун. След това Сирия е включена в империята на Селевкидите от генерал Селевк I Никатор, който започва, с царете на Селевкидите след него, да използва титлата цар на Сирия. Столицата на тази империя (основана през 312 г. пр. н. е.) се намира в Антиохия, тогава част от историческа Сирия, но точно на границата с  Турция и днес.
Поредица от шест войни – Сирийски войни, се водят между Империята на Селевкидите и Кралството на Птолемеите в Египет през 3 и 2 век пр.н.е. над региона, наречен тогава Коилесирия – един от малкото пътища към Египет. Тези конфликти изтощават материалната и работната сила на двете страни и довеждат до евентуалното им унищожаване и завладяване от Рим и Парфия. Митридат II, цар на Партското царство, разширява контрола си още на запад, окупирайки Дура-Европос през 113 г. пр.н.е.
До 100 г. пр. н. е. някогашната страховита империя на Селевкидите обхваща малко повече от Антиохия и някои сирийски градове. През 83 г. пр. н. е., след кървава битка за трона на Сирия, управлявана от Селевкидите, сирийците решават да изберат Тигран II, цар на Армения, за покровител на своето царство и му предлагат короната на Сирия.

### Римска Сирия
Римският генерал Помпей Велики превзема Антиохия през 64 г. пр. н. е., превръщайки Сирия в римска провинция, и слага край на арменското владичество, установявайки град Антиохия като своя столица.
Антиохия е третият по големина град в Римската империя след Рим и Александрия, с приблизително население от 500 000 души в зенита си и е търговски и културен център в региона много векове по-късно. Голямото и проспериращо население на Сирия я прави една от най-важните римски провинции, особено през 2 и 3 век сл. н.е. През 2 век сл. н. е. градовете Палмира и съседната Емеса (днешен Хомс) се издигат до богатство и известност, като и двата са особено активни през 3 век, както в съпротивата срещу Партската империя, така и в издигането на Римските узурпатори.
При династията на Северите сирийските благородници управляват Рим и дори се издигат до императорска титла, като например матриархът на семейството Юлия Домна, която произлиза от династията на Емесаните на свещениците-крале на бога Елагабал и която се омъжва за Септимий Север през 187 г. След възкачването на двамата синове на Домна на трона и евентуалната им смърт династията на Северите е узурпирана от Макрин, видна фигура в римския двор и преториански префект. Сестрата на Домна Юлия Меса се връща в Емеса, като взема със себе си огромното си богатство и двете си дъщери и внуци. Обратно в Емеса, с нейният внук Елагабал, войници от III Галски легион, разположени близо до Емеса, посещават града от време на време и са убедени да се закълнат във вярност на Елагабал от Меса, която използва огромното си богатство и твърди, че той е извънбрачно дете на Каракала. По-късно Елагабал се бие срещу Макрин и влиза в град Антиохия, издигайки се като император, а Макрин бяга, преди да бъде заловен близо до Халкедон и екзекутиран в Кападокия. Управлението му продължава едва 4 години, изпълнени със секс скандали, ексцентричност, упадък и фанатизъм. Осъзнавайки, че популярната подкрепа за императора избледнява, Юлия Меса решава да го замени с по-малкия си внук, неговия братовчед Александър Север, и убеждава Елагабал да го назове свой наследник и да му даде титлата Цезар, но след отнемането от далеч повече популярния му братовчед на неговите титли и рангове и отмяната на неговите консулства, преторианската гвардия приветства Александър, като го нарича император, и убива Елагабал и майка му. Управлението на Александър Север е по-дълго и за разлика от катастрофалното управление на Елагабал е изпълнено с вътрешни постижения, и той печели популярността и уважението на своя народ – нещо, което Елагабал никога не е имал. Той управлява в продължение на 13 години, преди в крайна сметка да загуби популярността си и да бъде убит от XXII легион Фортуна Първородна.
Друг император от сирийски произход е Филип I Араб, роден в съвременната Шахба, който царува от 244 до 249 г. Управлението му се радва на относителна стабилност и той поддържа добри отношения със Сената, препотвърждава старите римски добродетели и традиции и започва много строителни проекти, най-популярни в родния си град, преименувайки го на Филипополис, и го издига до граждански статут. Със създаването на нов град, заедно с огромния данък към персите, той трябва да повиши данъците до високи нива и да спре да плаща субсидии на племената на север от Дунава, които са от съществено значение за поддържането на мира с тях. Независимо от това управлението му приключи малко след като Деций Траян узурпира трона, убивайки Филип и ставайки нов император.
По време на римско-сасанидската война от 3 век римляните, борещи се в ранните етапи на кризата от 3 век, зависят от Оденат, крал на сирийския град-държава Палмира, за да защити Римския Изток от персийските нашественици и за да си възвърне изгубените римски територии: Оденат язди на север, водейки палмирската армия, и си връща от персите Армения, Северна Сирия, части от Мала Азия и дори достига до персийската столица Ктезифон, като така отслабва персите и осигурява Римския Изток, преди да бъде убит от собствения си племенник Меоний.
Години по-късно Палмира се вдига на бунт срещу Римската империя под ръководството на Зенобия, вдовица на Оденат и кралица майка на Палмира. Тя води армиите си да завладеят Сирия, Мала Азия, Арабия и Долен Египет в поредица от кампании, в които анексира почти целия Римски изток, докато Римската империя се бори по време на кризата от 3 век, управлявана от некомпетентни императори и разкъсвана от гражданска война.Палмирската империя е краткотрайна: след като римският генерал Аврелиан се издига на власт, той отива на изток, побеждава кралица Зенобия в битка два пъти и язди до Палмира, за да го завладее отново, и впоследствие го разграбва около 273 г. сл. н. е., което на практика слага край на цивилизацията на Палмира.
С упадъка на империята на запад Сирия става част от Византийската империя през 395 г. Впоследствие провинцията е разделена на три по-малки провинции: Сирия Прима, със столица, останала в Антиохия, Сирия Секунда, със столица, преместена в Апамея на река Оронт, и новата провинция Теодориас със столица Латакия. Дотогава империята е приела Християнството, а в чиято история Сирия изиграва значителна роля: Апостол Павел го приема по пътя към Дамаск и става значима фигура в Антиохийската църква, откъдето тръгва на много от своите мисионерски пътувания. (Деяния 9:1–43 )
Сирия остава един от най-важните региони на Византийската империя и е от стратегическо значение, като е окупирана от Сасанидите между 609 и 628 г., след което е възстановена от император Ираклий. Византийското управление в региона е загубено пред мюсюлманите след битката при Ярмук и падането на Антиохия.

## Средновековна епоха
През 634–640 г. Сирия е завладяна от мюсюлманските араби под формата на армията на Рашидун, водена от Халид ибн ал-Валид, в резултат на което регионът става част от Праведния халифат. В средата на 7 век династията на Умаядите, тогава владетели на империята, поставя столицата на империята в Дамаск. Сирия е разделена на четири области: Дамаск, Хомс, Палестина и Йордания. Ислямската империя се разраства бързо и в разцвета си се простира от Испания до Индия и части от Централна Азия. По този начин Сирия процъфтява икономически, бидейки център на империята. Ранните владетели на Умаядите като Абд ал-Малик ибн Маруан и Ал-Валид I ибн Абдул-Малик построяват няколко великолепни дворци и джамии в цяла Сирия, особено в Дамаск, Халеб и Хомс.
През тази епоха има християни (предимно етнически арамейци и на североизток асирийци), които заемат няколко правителствени поста. В средата на 8 век халифатът се разпада на фона на династични борби, регионални бунтове и религиозни спорове. Династията на Умаядите е свалена от династията на Абасидите през 750 г., които преместват столицата на империята в Багдад . Арабският език, станал официален при управлението на Умаядите, става доминиращ език, заменяйки гръцкия и арамейския от епохата на Абасидите. За периоди Сирия е управлявана от Египет при Тулунидите (887–905), а след това, след период на анархия, от Ихшидидите (941–969). Северна Сирия попада под властта на Хамданидите от Халеб.
Дворът на Сайф ал-Даула (944–967) е център на културата благодарение на подхранването на арабската литература. Той се съпротивлява на византийските усилия да завладее отново Сирия чрез умела отбранителна тактика и контранабези в Анадола. След смъртта му византийците превземат Антиохия и Халеб (969 г.). Тогава Сирия е в смут като бойно поле между Хамданидите, византийците и базираните в Дамаск Фатимиди. Византийците завладяват цяла Сирия до 996 г., но хаосът продължава през по-голямата част от 11 век, докато византийците, Фатимидите и Буидите от Багдад се борят за надмощие. След това Сирия е завладяна от селджукските турци (1084–1086), по време на управлението на Малик Шах I. След това Нур ад-Дин от династията Зенгиди контролира региона между Халеб и Дамаск през 1154 г., взет от династията Буриди. По-късно Сирия е завладяна (1175–1185) от Салах ад-Дин, основател на египетската династия Аюбиди.
През 12-13 век части от Сирия са държани от кръстоносните държави: Графство Едеса (1098-1149), Княжество Антиохия (1098-1268) и Графство Триполи (1109-1289). Районът е застрашен и от шиитски екстремисти, известни като асасини, а през 1260 г. монголите за кратко преминават през Сирия. Оттеглянето на основната монголска армия подтиква мамелюците от Египет да нахлуят и завладеят Сирия. В допълнение към столицата на султаната в Кайро лидерът на мамелюците Байбарс прави Дамаск столица на провинция, като градовете са свързани с поща, която пътува както с коне, така и с пощенски гълъби. Мамелюците елиминират последните плацдарми на кръстоносците в Сирия и отблъскват няколко монголски нашествия.
През 1400 г. Тимур или Тамерлан нахлува в Сирия, побеждава мамелюкската армия при Халеб и превзема Дамаск. Много от жителите на града са избити, с изключение на занаятчиите, които са депортирани в Самарканд. По това време християнското население на Сирия е подложено на гонения.
До края на 15 век откриването на морски път от Европа до Далечния изток слага край на необходимостта от сухопътен търговски път през Сирия. През 1516 г. Османската империя завладява Сирия.

## Османска епоха
Османският султан Селим I завладява по-голямата част от Сирия през 1516 г., след като побеждава мамелюците в битката при Мардж Дабик близо до Халеб. Сирия е част от Османската империя от 1516 до 1918 г., въпреки че има две кратки превземания от иранските Сефевиди, особено при шаховете Исмаил I и Абас I Велики. Османското владичество не е тежко за сирийците, защото турците, като мюсюлмани, уважават арабския като език на Корана и приемат мантията на защитници на вярата. Дамаск се превръща в главния транспортен пункт за Мека и като такъв той придобива свещен характер за мюсюлманите поради барака (духовна сила или благословия) на безбройните поклонници, които преминават през него на хадж – поклонението в Мека.
Османските турци реорганизират Сирия в една голяма провинция или еялет. Еялетът се подразделя на няколко окръга или санджака. През 1549 г. Сирия е реорганизирана в два еялета: еялет Дамаск и новия еялет Халеб. През 1579 г. е създаден еялет Триполи, който включва Латакия, Хама и Хомс. През 1586 г. в Източна Сирия е основан еялет Ар-Ракка. Османската администрация не насърчава мирното съвместно съществуване между различните части на сирийското общество, но всяко религиозно малцинство – мюсюлмани шиити, гръцки православни, маронити, арменци и евреи, представлява миллет. Религиозните глави на всяка общност администрират всички закони за личния статут и също така изпълняват определени граждански функции.
Като част от реформите на Танзимата – османски закон, приет през 1864 г., се предвижда стандартната провинциална администрация в цялата империя, като еялетите стават по-малки вилаети, управлявани от вали или управител, все още назначаван от султана, но с нови провинциални събрания, участващи в администрацията. Територията на Велика Сирия в последния период на османското владичество включва съвременните Сирия, Ливан, Израел, Йордания, Палестина и части от Турция и Ирак.
По време на Първата световна война френският дипломат Франсоа Жорж-Пико и британският дипломат Марк Сайкс тайно се споразумяват за следвоенното разделяне на Османската империя на съответните зони на влияние в Споразумението Сайкс-Пико от 1916 г. През октомври 1918 г. арабски и британски войски навлизат в Сирия и превземат Дамаск и Халеб. В съответствие със споразумението Сирия става мандат на Общрството на народите под френски контрол през 1920 г.
Демографията на тази област претърпява огромна промяна в началото на 20 век, когато османските войски заедно с кюрдските отряди провеждат етническо прочистване на християнското население. Някои черкезки, кюрдски и чеченски племена сътрудничат на османските власти в кланетата на арменски и асирийски християни в Горна Месопотамия, в Югоизточна Турция, между 1914 и 1920 г., с допълнителни атаки срещу невъоръжени бягащи цивилни, извършвани от местни арабски милиции. Много асирийци бягат в Североизточна Сирия по време на клането в Сумайил през август 1933 г. в Ирак и се заселват главно в губернаторството Ал-Хасеке в региона Джазира. и подпалват града. Градът е разрушен, а християнското население, около 300 семейства, бяга в градовете Камишли и Хасака. По време на голямата война кюрдските племена нападат и разграбват села в областта Албак, непосредствено на север от планините Хакари. Според лейтенант Роналд Семпил Стафорд голям брой асирийци и арменци са убити.
През 1941 г. асирийската общност на ал-Маликия е подложена на жестоко нападение. Въпреки че нападението се проваля, асирийците са тероризирани и напускат в големи количества, а имиграцията на кюрди от Турция в района води до кюрдско мнозинство в Амуда, ал-Маликия и ал-Дарбасия. Исторически важният християнски град Нусайбин има подобна съдба, когато християнското му население го напуска, след като е отстъпен на Турция чрез френско-турското споразумение от Анкара през октомври 1921 г. Християнското население на града пресича границата със Сирия и се заселва в Камишли, който е разделен от железопътната линия (нова граница) от Нусайбин. Нусайбин става кюрдски, а Камишли става сирийски християнски град. Нещата обаче скоро се променят, като имиграцията на кюрдите започва през 1926 г. след провала на бунта на Саид Али Накшбанди срещу турските власти. През 20-те години на 20 век вълни от кюрди напускат домовете си в Турция и се заселват в Североизточна Сирия, където им е дадено гражданство от френските мандатни власти.

## Съвременна история

### Френски мандат
През 1919 г. е създадено краткотрайното зависимо Арабско кралство Сирия при емир Фейсал I от Хашемитската династия, който по-късно става крал на Ирак. През март 1920 г. Сирийският национален конгрес провъзгласява Фейсал за крал на Сирия в нейните естествени граници от планините Тавър в Турция до Синайската пустиня в Египет. Неговото управление в Сирия обаче приключва само след няколко месеца след сблъсък между сирийските арабски сили и френските сили в битката при Майсалун. Френските войски поемат контрола над Сирия и принуждават Фейсал да бяга. По-късно същата година конференцията в Сан Ремо разделя кралството на Фейсал, като поставя Сирия и Ливан под френски мандат, а Палестина под британски контрол. Сирия е разделена на три автономни региона от французите, с отделни области за алавитите на брега и за друзите на юг.
Националистическата агитация срещу френското управление довежда до това, че Султан ал-Атраш повежда бунт, който избухва в планината Ел Друз през 1925 г. и се разпространява в цяла Сирия и части от Ливан. Бунтът вижда ожесточени битки между бунтовническите и френските сили в Дамаск, Хомс и Хама, преди да бъде потушен през 1927 г. Французите осъждат Султан ал-Атраш на смърт, но той бяга с бунтовниците в Трансйордания и в крайна сметка е помилван. Той се завръща в Сирия през 1937 г. и е посрещнат с огромен обществен прием. 
През 1928 г. се провеждат избори за учредително събрание, което изготвя конституцията на Сирия. Френският върховен комисар обаче отхвърля предложенията, което предизвиква националистически протести. На 14 май 1930 г. френският върховен комисар обнародва Конституцията на сирийската държава. На 22 май 1930 г. Държавата Сирия е обявена за Република Сирия и новата сирийска конституция е обнародвана от Върховния комисар на Франция.
Сирия и Франция подписват договор за независимост през септември 1936 г. Франция се съгласява с независимостта на Сирия по принцип, въпреки че запазва френското военно и икономическо господство. Хашим ал-Атаси, който е министър-председател по време на краткото управление на крал Фейсал, е първият президент, избран съгласно новата конституция, на практика първото въплъщение на модерната република Сирия. Договорът обаче никога не влиза в сила, тъй като френският законодателен орган отказва да го ратифицира. С падането на Франция през 1940 г. по време на Втората световна война Сирия попада под контрола на Режима от Виши, докато британците и свободните французи не окупират страната в Сирийско-ливанската операция през юли 1941 г. Сирия провъзгласява своята независимост отново през 1941 г., но едва на 1 януари 1944 г. е призната за независима република. През 1945 г. има протести заради бавния темп на изтегляне на Франция. Французите отговарят на тези протести с артилерия. В опит да спрат движението към независимост френските войски окупират сирийския парламент през май 1945 г. и прекъсват електричеството на Дамаск. Насочвайки оръжията си към стария град на Дамаск, французите убиват 400 сирийци и разрушават стотици домове. С растящите жертви Уинстън Чърчил нарежда на британските войски да нахлуят в Сирия, където ескортират френските войски до техните казарми на 1 юни. С продължаващия натиск от страна на британските и сирийските националистически групи французите са принудени да евакуират последните си войски през април 1946 г., оставяйки страната в ръцете на републиканско правителство, което е сформирано по време на мандата.

### Независимост, война и нестабилност
Сирия става независима на 17 април 1946 г. Сирийската политика от независимостта до края на 60-те години на 20 век е белязана от катаклизми. Между 1946 и 1956 г. Сирия има 20 различни кабинета и изготвя четири отделни конституции.
През 1948 г. Сирия е въвлечена в арабско-израелската война, присъединявайки се към другите местни арабски държави, които искат да унищожат държавата Израел. Сирийската армия навлиза в Северен Израел, но след ожесточени битки постепенно е изтласкана обратно към Голанските възвишения от израелците. През юли 1949 г. е договорено примирие. Създадена е демилитаризирана зона под наблюдението на ООН; статутът на тези територии се оказва пречка за всички бъдещи сирийско-израелски преговори. През този период много сирийски евреи, които са изправени пред нарастващо преследване, бягат от Сирия като част от еврейското изселване от арабските страни.
Резултатът от войната е един от факторите зад сирийския държавен преврат през март 1949 г. от полковник Хусни ал-Заим, в това, което е описано като първото военно превращение в арабския свят след Втората световна война. Превратът е причинен от позора, пред който е изправена армията в арабско-израелската война от 1948 г., и по този начин се прави опит за освобождение от този срам. Това скоро е последвано от друг преврат от полковник Сами ал-Хинауи, армейски офицер, което е причинено от отчуждението на съюзниците на Заим. Адиб Шишакли завзема властта при третия военен преврат от 1949 г. в опит да предотврати съюза с Ирак. Въстанието на Джабал Ед Друз е потушено след обширни битки (1953–54). Нарастващото недоволство в крайна сметка води до нов преврат, при който Шишакли е свален от власт през февруари 1954 г. Арабската социалистическа партия Баас, основана през 1947 г., изиграва роля в свалянето му. Ветеранът националист Шукри ал-Куатли е президент от 1955 до 1958 г., но постът му е до голяма степен церемониален.
Властта се съсредоточава все повече във военните и в службите за сигурност, които доказват, че са единствената сила, способна да вземе и може би да задържи властта. Парламентарните институции остават слаби, доминирани от конкуриращи се партии, представляващи земевладелските елити и различните сунитски градски знатни лица, докато икономиката е лошо управлявана и е направено малко за подобряване на ролята на селското мнозинство в Сирия. През ноември 1956 г., като пряк резултат от Суецката криза, Сирия подписва пакт със Съветския съюз, осигурявайки опора за комунистическото влияние в правителството в замяна на самолети, танкове и друго военно оборудване, изпратено в Сирия. Това увеличаване на сирийската военна сила тревожи Турция, тъй като изглежда възможно Сирия да се опита да си върне Искендерун, който е предмет на спор между Сирия и Турция. От друга страна Сирия и Съветският съюз обвиняват Турция, че струпва войските си на сирийската граница. Само разгорещените дебати в Обединените нации намаляват заплахата от война.
В този контекст влиянието на насеризма, панарабските и антиимперските идеологии създават плодородна почва за идеята за по-тесни връзки с Египет. Призивът на лидерството на египетския президент Гамал Абдел Насер след Суецката криза създава подкрепа в Сирия за съюз с Египет. На 1 февруари 1958 г. сирийският президент ал-Куватли и Насер обявяват сливането на двете държави, създавайки Обединената арабска република. Съюзът обаче не е успешен. Недоволството от египетското господство в републиката кара елементи, които се противопоставят на съюза при Абд ал-Карим ал-Нахлави, да завземат властта на 28 септември 1961 г. Два дни по-късно Сирия е възстановена като Сирийска арабска република. Чести преврати, военни бунтове, граждански безредици и кървави бунтове характеризират 60-те години.

### Баасистка Сирия

#### Борби за власт в Баас (1963–1970)
Превратът от 8 март 1963 г. води до установяването на Националния съвет на революционното командване (NCRC) – група от военни и цивилни служители, които поемат контрола върху цялата изпълнителна и законодателна власт. Превземането е организирано от членове на партията Баас, водена от Мишел Афлак и Салах ал-Дин ал-Битар. Новият кабинет е доминиран от членове на Баас и ал-Битар става премиер на Сирия.
Превратът на Баас от 1963 г. бележи „радикален пробив“ в съвременната сирийска история, след което партията Баас монополизира властта, за да създаде еднопартийна държава, и оформя нов социално-политически ред в Сирия чрез налагане на своята държавна идеология. От създаването на държавата на Баас Сирия се управлява като тоталитарна система, белязана от всеобхватната хватка на партията над всички аспекти на ежедневния живот. Гражданското общество, политическите дейности, икономиката, религиозният живот, културата, социалните дейности и т.н. са наблюдавани, контролирани и репресирани от държавата чрез баасистките организации и страховитата тайна полиция.
Националното командване на партията Баас е свалено в началото на 1966 г. от ултралеви военни дисиденти на партията, водени от генерал Салах Джадид. При управлението на Джадид Сирия се присъединява към Източния блок и преследва твърдолинейна политика спрямо Израел и „реакционните” арабски държави, особено Саудитска Арабия, призовавайки за мобилизиране по-скоро на народна война срещу Ционизма, отколкото на междуарабски военни съюзи. Във вътрешен план Джадид прави опит за социалистическа трансформация на сирийското общество с форсирани темпове, създавайки безредици и икономически затруднения. Противниците на правителството са жестоко потиснати, докато партията Баас заменя парламента като законодателен орган, а другите партии са забранени. Обществената подкрепа за неговото правителство такова каквото е, намалява рязко след поражението на Сирия в Шестдневната война от 1967 г., когато Израел унищожава голяма част от военновъздушните сили на Сирия и превзема Голанските възвишения. Конфликти възникват и около различни тълкувания на правния статут на Демилитаризираната зона. Израел твърди, че има суверенни права върху зоната, позволявайки цивилното използване на земеделска земя. Сирия и ООН твърдят, че никоя страна няма суверенни права над зоната. Израел е обвинен от Сирия, че обработва земи в демилитаризираната зона, използвайки бронирани трактори, подкрепяни от израелските сили. Сирия твърди, че ситуацията е резултат от израелска цел да увеличи напрежението, за да оправдае широкомащабна агресия и да разшири окупацията на демилитаризираната зона чрез ликвидиране на правата на арабските земеделци. Израелският министър на отбраната Моше Даян казва в интервю от 1976 г., че Израел е провокирал повече от 80% от сблъсъците със Сирия.
Развива се конфликт между десните армейски офицери и по-умереното гражданско крило на партията Баас. Отстъплението през 1970 г. на сирийските сили, изпратени да помогнат на ООП по време на военните действия на Черния септември с Йордания, отразява това политическо несъгласие в управляващото ръководство на Баас. На 13 ноември 1970 г. министърът на отбраната Хафез ал-Асад завзема властта при безкръвно военно сваляне („Коригиращото движение“).

#### Сирия при Хафез ал-Асад (1970 – 2000)
При поемането на властта Хафез ал-Асад предприема бързи действия за създаване на организационна инфраструктура за своето правителство и за консолидиране на контрола. Временното регионално командване на арабската социалистическа партия Баас на Асад номинира 173-членен законодателен орган, Народен съвет, в който партията Баас взема 87 места. Останалите места са разпределени между народни организации и други второстепенни партии. През март 1971 г. партията провежда своя регионален конгрес и избира ново регионално командване от 21 членове, оглавявано от Асад.
През същия месец се провежда национален референдум за утвърждаване на Асад като президент за 7-годишен мандат. През март 1972 г., за да разшири основата на своето правителство, той формира Националния прогресивен фронт – коалиция от партии, водени от партията Баас, и са проведени избори за създаване на местни съвети във всяка от 14-те провинции на Сирия. През март 1973 г. влиза в сила нова конституция на Сирия, последвана малко след това от парламентарни избори за Народния съвет, първите такива избори от 1962 г. Конституцията от 1973 г. определя Сирия като светска социалистическа държава с Исляма, признат за религия на мнозинството.
На 6 октомври 1973 г. Сирия и Египет започват войната от Йом Кипур, като предприемат изненадваща атака срещу Израел. След интензивни битки сирийците са отблъснати на Голанските възвишения. Израелците навлизат по-дълбоко в сирийската територия, отвъд границата от 1967 г. В резултат на това Израел продължава да окупира Голанските възвишения като част от окупираните от Израел територии. През 1975 г. Асад казва, че ще бъде готов да сключи мир с Израел в замяна на изтегляне на израелците от всички окупирани арабски земи.
През 1976 г. сирийската армия се намесва в гражданската война в Ливан, за да гарантира запазването на статуквото и маронитските християни да останат на власт. Това е началото на онова, което се оказва 30-годишна сирийска военна окупация. Много престъпления в Ливан, включително убийствата на Рафик Харири, Камал Джумблат и Башир Жмайел, са приписани на сирийските сили и разузнавателни служби. През 1981 г. Израел обявява анексията на Голанските възвишения. На следващата година Израел нахлува в Ливан и атакува сирийската армия, принуждавайки я да се изтегли от няколко района. Когато Ливан и Израел обявяват края на военните действия през 1983 г., сирийските сили остават в Ливан. Чрез широко използване на упълномощени милиции Сирия се опитва да попречи на Израел да превземе Южен Ливан. Асад изпраща войски в Ливан за втори път през 1987 г., за да наложи прекратяване на огъня в Бейрут.
Споразумението от Таиф, спонсорирано от Сирия, най-накрая слага край на гражданската война в Ливан през 1990 г. Присъствието на  сирийската армия в Ливан обаче продължава до 2005 г., упражнявайки силно влияние върху ливанската политика. Убийството на популярния бивш ливански премиер Рафик Харири е приписано на Сирия и върху нея е оказан натиск да изтегли силите си от Ливан. На 26 април 2005 г. по-голямата част от сирийските сили се изтеглят от Ливан, въпреки че някои от разузнавателните агенти остават, което предизвиква допълнителни международни критики.
Около милион сирийски работници отиват в Ливан след войната, за да намерят работа във възстановяването на страната. През 1994 г. ливанското правителство спорно дава гражданство на над 200 000 сирийски жители в страната. (вж. Население на Ливан )
Правителството не е лишено от критици, въпреки че откритото несъгласие е потиснато. Сериозно предизвикателство обаче възниква в края на 70-те години от традиционните мюсюлмани сунити, които отхвърлят програмата на Баас. Отблъснати от управлението на сектантското малцинство от алавитите, мюсюлмански групировки започват народни въстания в цяла Сирия, търсейки свалянето на Хафез ал-Асад и установяването на ислямско правителство. В отговор Асад започва да подчертава придържането на Сирия към Исляма. В началото на войната между Иран и Ирак през септември 1980 г. Сирия подкрепя Иран, в съответствие с традиционното съперничество между лидерите на Баас в Ирак и Сирия. Свръхконсервативното Мюсюлманско братство, съсредоточено в град Хама, е окончателно смазано през февруари 1982 г., когато части от града са ударени от артилерийски огън и оставят между 10 и 25 хил. души, предимно цивилни, мъртви или ранени (вж. Клане в Хама (1982)). Действията на правителството в Хама са описани като вероятно „най-смъртоносният акт на всяко арабско правителство срещу собствения му народ в съвременния Близък Изток“. Оттогава публичните прояви на антидържавна дейност са ограничени. На фона на натиска на времето Хафез ал-Асад също разбива светското и либералното несъгласие, затваряйки и изтезавайки видни сирийски личности като адвоката и бивш съдия Хайтам ал-Малех, политическия лидер Риад ал-Турк, писателя Акрам ал-Буни и поета Мохамед ал-Магут.
Когато Ирак нахлува в Кувейт през 1990 г., Сирия се присъединява към водената от САЩ коалиция срещу Ирак. Това води до подобряване на отношенията със САЩ и други арабски държави . Сирия участва в многостранната мирна конференция за Югозападна Азия в Мадрид през октомври 1991 г. и през 90-те години на 20 век участва в преки преговори с Израел. Тези преговори се провалят по въпроса за Голанските възвишения и няма повече преки сирийско-израелски преговори след срещата на президента Хафез ал-Асад с тогавашния президент Бил Клинтън в Женева през март 2000 г.
През 1994 г. синът на Асад Басел ал-Асад, вероятен негов наследник, загива в автомобилна катастрофа. Братът на Асад, Рифат ал-Асад, е освободен от поста си като вицепрезидент през 1998 г. Така, когато Асад умира през 2000 г., вторият му син Башар ал-Асад е избран за негов наследник.

#### Сирия при Башар ал-Асад (2000 – 2024)
Хафез ал-Асад умира на 10 юни 2000 г., след 30 години на власт. Веднага след смъртта му сирийският парламент изменя конституцията, като намалява задължителната минимална възраст на президента от 40 на 34 години. Това позволява на сина му Башар ал-Асад да получи право на номинация от управляващата партия Баас. На 10 юли 2000 г. той е избран за президент чрез референдум, на който се кандидатира без съпротива, като събира 97,29% от гласовете според статистиката на сирийското правителство. Управлението му продължава тоталитарните практики на баща му чрез брутални репресии срещу политическите дисиденти и потискане на движенията на гражданското общество. Всяка политическа опозиция е забранена. Мрежите за покровителство на няколко партии в ръководения от партията Баас Национален прогресивен фронт, верен на режима на Асад, имат право да работят под стриктното управление на Дирекцията за политическа сигурност на Баас.
Периодът след избирането на Башар ал-Асад през лятото на 2000 г. вижда нови надежди за реформи и е наречен Дамаска пролет. Той се характеризира с появата на множество политически форуми или салони, където групи от съмишленици се срещат в частни къщи, за да обсъждат политически и социални въпроси. Феноменът на салоните се разпространява бързо в Дамаск и в по-малка степен в други градове. Политически активисти като Риад Сейф, Хайтам ал-Малех, Камал ал-Лабуани, Рияд ал-Тюрк и Ареф Далила са важни за мобилизирането на движението. Най-известните от форумите са форумът Риад Сейф и форумът Джамал ал-Атаси. Продемократичните активисти се мобилизират около редица политически искания, изразени в Манифеста на 99-имата. Асад нарежда освобождаването на около 600 политически затворници през ноември 2000 г. Обявеното извън закона Мюсюлманско братство възобновява политическата си дейност. През май 2001 г. папа Йоан Павел II прави историческо посещение в Сирия.
Въпреки това до есента на 2001 г. властите потискат прореформаторското движение, смазвайки надеждите за скъсване с авторитарното минало на Хафез ал-Асад. През следващото десетилетие арестите на водещи интелектуалци  продължават, прекъсвани от случайни амнистии. Въпреки че Дамаската пролет продължава за кратък период от време, ефектите от нея все още отекват по време на политическите, културни и интелектуални дебати в Сирия и днес. Докато Башар обещава да предприеме икономическа либерализация, на практика новите политики изострят корупцията и кронизма на олигарсите от партията Баас, лоялни към семейство Асад.
Напрежението със САЩ се влошава след 2002 г., когато САЩ заявяват, че Дамаск се сдобива с оръжия за масово поразяване и включват Сирия в списък с държави, които според тях съставляват „ос на злото“. САЩ са критични към Сирия заради силните ѝ връзки с Хамас, Палестински ислямски джихад и Хизбула, които САЩ, Израел и ЕС смятат за терористични групи. През 2003 г. САЩ заплашват със санкции, ако Дамаск не успее да вземе това, което Вашингтон нарича „правилни решения“. Сирия отхвърля обвиненията на САЩ, че разработва химически оръжия и помага на бегълци иракчани. Израелски въздушен удар срещу лагер на палестински бунтовници близо до Дамаск през октомври 2003 г. е описан от Сирия като „военна агресия“. Президентът Асад посещава Турция през януари 2004 г. като първият сирийски лидер, който прави това. Пътуването бележи края на десетилетия мразовити отношения, въпреки че връзките се влошават отново след 2011 г. През май 2004 г. САЩ налагат икономически санкции на Сирия заради това, което нарича нейна подкрепа за тероризма и заради неспособността й да спре бойците, навлизащи в Ирак. Напрежението със САЩ ескалира в началото на 2005 г. след убийството на бившия ливански премиер Харири в Бейрут. Вашингтон цитира сирийското влияние в Ливан зад убийството. Дамаск е призован да изтегли силите си от Ливан, което прави до април. 
След клането в Камишли през 2004 г. сирийските кюрди протестират в Брюксел, в Женева, в Германия, в посолствата на САЩ и Обединеното кралство и в Турция. Протестиращите са срещу насилието в Североизточна Сирия, започвайки от петък, 12 март 2004 г., и според съобщенията продължавайки през уикенда, което води до няколко смъртни случая според докладите. Кюрдите твърдят, че сирийското правителство е насърчило и въоръжило нападателите. Признаци на безредици са забелязани в градовете Камишли и Хасаке.
Подновена опозиционна активност се случва през октомври 2005 г., когато активистът Мишел Кило и други опозиционни фигури стартират Декларацията от Дамаск, която критикува сирийското правителство като авторитарно, тоталитарно и затворено, и призовава за демократична реформа.  Водещите дисиденти Камал ал-Лабвани и Мишел Кило са осъдени на дълги присъди в затвора през 2007 г., само седмици след като адвокатът по човешките права Ануар ал-Буни е вкаран в затвора. Въпреки че Башар ал-Асад казва, че ще направи реформи, реформите са ограничени до някои пазарни реформи.
През годините властите затягат интернет цензурата със закони като принуждаването на интернет кафенетата да записват всички коментари, които потребителите публикуват в чат форумите. Докато властите смекчават правилата, така че радиоканалите вече да могат да пускат западна поп музика, уебсайтове като Уикипедия, Ютюб, Фейсбук и Амазон са блокирани, но наскоро са разблокирани в цялата страна.
Международните отношения на Сирия се подобряват за известно време. Дипломатическите отношения с Ирак са възстановени през 2006 г., след близо четвърт век. През март 2007 г. диалогът между Сирия и Европейския съюз е подновен. През следващия месец председателят на Камарата на представителите на САЩ Нанси Пелоси се среща с президента Асад в Дамаск, въпреки че президентът Джордж Уокър Буш възразява. След това държавният секретар Кондолиза Райс се среща със сирийския външен министър Уалид Муалем в Египет, в първия контакт на това ниво от две години насам. 
Израелски въздушен удар срещу обект в Северна Сирия през септември 2007 г. е пречка за подобряване на отношенията. Израелците твърдят, че обектът е ядрен обект в процес на изграждане с помощта на Северна Корея. През март 2008 г., когато Сирия е домакин на среща на върха на Арабската лига през 2008 г., много западни държави изпращат делегации на ниско ниво в знак на протест срещу позицията на Сирия за Ливан. Дипломатическото размразяване обаче е възобновено, когато президентът Асад се среща с тогавашния френски президент Никола Саркози в Париж през юли 2008 г. Посещението сигнализира края на дипломатическата изолация на Сирия от Запада, последвала убийството на Харири през 2005 г. Докато е в Париж, президентът Асад се среща и с наскоро избрания ливански президент Мишел Сулейман. Двамата поставят основите за установяване на пълноценни дипломатически отношения между страните си. По-късно през годината Дамаск е домакин на четиристранна среща на върха между Сирия, Франция, Турция и Катар, в опит да се насърчат усилията за постигане на мир в Близкия Изток.
През април 2008 г. президентът Асад казва на катарски вестник, че Сирия и Израел са обсъждали мирен договор от година, като Турция е действала като посредник. Това е потвърдено през май 2008 г. от говорител на израелския премиер Ехуд Олмерт. Обсъжда се статутът на Голанските възвишения – основна пречка за мирен договор.
През 2008 г. експлозия убива 17 души в покрайнините на Дамаск, което е най-смъртоносната атака в Сирия от няколко години. Правителството обвинява ислямистки бойци.
През 2009 г. се провеждат редица срещи на високо ниво между сирийски и американски правителствени дипломати и служители. Специалният пратеник на САЩ Джордж Мичъл посещава за разговори с президента Асад относно мира в Близкия Изток. Търговията стартира на фондовата борса в Сирия като жест към либерализиране на контролираната от държавата икономика. Сирийският писател и продемократичен активист Мишел Кило е освободен от затвора, след като излежава тригодишна присъда. През 2010 г. САЩ изпращат първия си посланик в Сирия след петгодишно прекъсване.
Размразяването на дипломатическите отношения внезапно приключва. През май 2010 г. САЩ подновяват санкциите срещу Сирия, заявявайки, че подкрепя терористични групи, търси оръжия за масово унищожение и е предоставила на ливанския Хизбула ракети Скъд в нарушение на резолюциите на ООН.  През 2011 г. ядреният надзорен орган на МААЕ на ООН докладва Сирия на Съвета за сигурност на ООН за нейната предполагаема тайна ядрена програма.

### Гражданска война в Сирия (2011– понастоящем)
Сирийската гражданска война е продължаващ вътрешен конфликт между сирийската армия и сирийските опозиционни групи, съставени от различни фракции. Окуражени от събитията от Арабската пролет, има масови антиправителствени протести в Дамаск и в южния град Дераа през март 2011 г. Протестиращите искат политическа свобода и освобождаване на политическите затворници. Това е незабавно последвано от правителствена репресия, при която сирийската армия е разположена да потуши безредиците и убива стотици цивилни. Това води до широко недоволство, подклаждайки допълнителни протести във всички провинции в страната.
Силите за сигурност убиват редица хора в Дераа, предизвиквайки дни на бурни безредици, които непрекъснато се разпространяват в цялата страна през следващите месеци. Има непотвърдени съобщения, че войниците, отказали да открият огън по цивилни, са били екзекутирани по бързата процедура. Сирийското правителство отрича съобщенията за екзекуции и дезертьорство и обвинява въоръжените милиции за причиняването на проблеми. Това, което започва като мирни протести, в крайна сметка се развива във въоръжена съпротива след месеци на смъртоносни репресии, предприети в цяла Сирия от апарата за сигурност на Башар ал-Асад. Десетки хиляди цивилни са убити и разселени и до 2012 г. ситуацията се превръща в гражданска война.
През юли 2011 г. някои от групите против Асад се срещат в Истанбул с оглед на обединяването на различните вътрешни и външни опозиционни групи. Те се съгласяват да сформират Сирийския национален съвет. Към бунтовническите бойци се присъединяват дезертьори от армията на турско-сирийската граница и обявяват формирането на Свободната сирийска армия (FSA). Те започват да формират бойни части за ескалиране на бунта от септември 2011 г. От самото начало FSA е голяма коалиция от организирани и до голяма степен независими съпротивителни милиции. Всички свободни сирийски милиции се обединяват под Висшия военен съвет през декември 2012 г.
След като сирийската армия си връща района на Хомс Баба Амр през март 2012 г., Съветът за сигурност на ООН одобрява необвързващ мирен план, изготвен от пратеника на ООН Кофи Анан. Насилието обаче продължава неотслабващо. Редица западни държави гонят висши сирийски дипломати в знак на протест. През май използването на тежко въоръжение от режима на Асад и избиването на над сто цивилни в Хула близо до Хомс води до широко недоволство и международно осъждане. Петнадесетте държави от Съвета за сигурност на ООН единодушно осъждат правителството на Асад за избиването на цивилни чрез стрелба с тежки оръжия. САЩ, Обединеното кралство и единадесет други държави съвместно гонят сирийски посланици и дипломати от своите територии.
ООН съобщава, че само през първите шест месеца 9100 –11 000 души са били убити по време на бунта, от които 2470–3500 са били действителни бойци, а останалите са цивилни. Сирийското правителство изчислява, че повече от 3000 цивилни, 2000–2500 членове на силите за сигурност и над 800 бунтовници са били убити. Наблюдатели на ООН изчисляват, че броят на загиналите през първите шест месеца включва и 400 деца. Освен това някои медии съобщават, че над 600 политически затворници и задържани, някои от които деца, са починали в ареста. Известен случай е този на момчето Хамза Али Ал-Хатиб. Правителството на Сирия оспорва оценките на Запада и ООН за жертвите, като обвинява, че твърденията им се основават на фалшиви доклади, идващи от опозиционни групи.
Според ООН около 1,2 млн. сирийци са вътрешно разселени в страната и над 355 000 сирийски бежанци са избягали в съседните страни като Йордания, Ирак, Ливан и Турция през първата година на боевете. 
Разследвания на Съвета на ООН по правата на човека и на правозащитните организации като Амнести Интернешънъл установяват, че огромното мнозинство от инциденти на масови убийства, изтезания, бързи екзекуции, военни престъпления, химически атаки и атаки срещу културни ценности са извършени от сирийските арабски въоръжени сили и баасистки охранителен апарат. Конфликтът има белезите на сектантска гражданска война, а водещите правителствени фигури са шиитските алавити, докато бунтовниците са предимно мюсюлмани сунити, които формират мнозинството от сирийското население. Въпреки че нито една от страните в конфликта не е описала фракционарността като играеща основна роля, Съветът по правата на човека на ООН предупреждава, че „цели общности са изложени на риск да бъдат изгонени от страната или да бъдат убити“.
Арабската лига, Организацията за ислямско сътрудничество, държавите от GCC, САЩ и Европейският съюз осъждат използването на насилие от сирийското правителство и налагат санкции срещу Сирия. Китай и Русия се опитват да избегнат чуждестранна намеса и призовават за споразумение чрез преговори. Те избягват да осъдят сирийското правителство и не са съгласни със санкциите. Китай се опитва да се ангажира със сирийската опозиция. Арабската лига и Организацията за ислямско сътрудничество прекратяват членството на Сирия.
През юни 2012 г. редица високопоставени военни и политически служители, като Манаф Тлас и Наваф ал-Фарес, бягат от страната. Ал Фарес заявява във видео, че това е отговор на престъпленията срещу човечеството от правителството на Асад. През август 2012 г. вицепремиерът на страната Кадри Джамил казва, че оставката на президента Асад не може да бъде условие за започване на мирни преговори.
След тежки битки пожар унищожава голяма част от историческия пазар на Халеб през октомври. Прекратяването на огъня, постигнато с посредничеството на ООН по време на ислямския празник Курбан байрам, скоро се проваля, тъй като боевете и бомбените атаки продължават в няколко града. Към този момент Сирийският арабски червен полумесец изчислява, че 2,5 милиона души са били разселени в Сирия, двойно повече от предишната оценка. Според Сирийската обсерватория за правата на човека срещу Асад почти 44 000 души са загинали от началото на бунтовете. Според доклад на ООН хуманитарната ситуация е „влошена от широко разпространеното унищожение и опустошаването на жилищни райони... Градовете и селата в провинциите Латакия, Идлиб, Хама и Дараа са ефективно изпразнени от населението си“, твърди докладът. „Цели квартали в Южен и Източен Дамаск, Дейр ал Зур и Халеб са разрушени. Центърът на град Хомс е опустошен.“
През ноември 2012 г. Националната коалиция за сирийските революционни и опозиционни сили, обикновено наричана „Сирийска национална революционна коалиция“, е сформирана на среща, организирана от Катар. През декември 2012 г. САЩ, членовете на ЕС, Съветът за сътрудничество в Персийския залив, Турция и членовете на Арабската лига бързо признават коалицията като „единствен законен представител на сирийския народ“, а не бившата основна бунтовническа група, Сирийския национален съвет. САЩ и държавите от Персийския залив искат преоформена опозиционна коалиция, която да включва повече сирийци, които се бият на място, за разлика от тези, които са били в изгнание от десетилетия, и такава, която да е по-широко представителна за всички региони на Сирия. В същото време САЩ добавят към своя терористичен списък фронта Джабхат ан-Нусра (вече несъществуващ) – една от най-успешните бунтовнически военни групировки, позовавайки се на връзки с Ал-Кайда. На 20 декември 2012 г. независима анкетна комисия на ООН заявява, че ислямистките милиции в Сирия действат независимо от Върховното военно командване на светската опозиция и че някои от тях са свързани с Ал-Нусра. Много от въстаниците са чуждестранни бойци: сунити, произхождащи от страни в Близкия Изток и Северна Африка, и участват в революцията, като се бият под знамената на ислямистките милиции. Разследването също така съобщава, че баасисткият режим и спонсорираните от държавата ескадрони на смъртта като Шабиха са участвали в мащабните масови убийства и фракционистки атаки срещу сунитски семейства.
Атака с газ зарин се случва близо до Дамаск на 21 август 2013 г. Твърди се, че атаката е извършена от сирийското правителство на Башар ал-Асад според разузнавателните данни на френското и американското правителство. Въпреки това Русия, един от международните поддръжници на сирийското правителство, изглежда не е убедена в произхода на атаката. Атаката води до засилен международен натиск върху правителството на Асад и искания от страна на продемократични опозиционни активисти и либерални интернационалисти за международна военна намеса в Сирия, водена от Съединените щати и съюзниците.
На 22 декември 2016 г. град Халеб е напълно превзет от силите на Сирийската арабска армия. Към 2022 г. повече от половин милион души са убити в гражданската война, като проасадските сили са отговорни за повече от 90% от цивилните смъртни случаи. Около 14 милиона души са принудително разселени, от които около 6,8 милиона са разселени извън страната, което води до най-голямата бежанска криза в света.

#### Падане на режима на Асад
Бунтовническата офанзива, започнала на 27 ноември, продължава настъплението си в провинция Хама след превземането на Халеб.  На 4 декември в провинция Хама избухват ожесточени сблъсъци, когато сирийската армия се сблъсква с бунтовническите сили в опит да спре настъплението им към ключовия град Хама. Правителствените сили твърдят, че са започнали контраофанзива с въздушна подкрепа, отблъсквайки бунтовническите фракции, на около шест мили от града. Въпреки подкрепленията обаче бунтовниците превземат града на 5 декември. Боевете водят до широко разпространено разселване, като близо 50 000 души бягат от района и е съобщено за над 600 жертви, включително 104 цивилни.
Бунтовническите сили достигат покрайнините на Хомс на 5 декември, започвайки тридневна битка за града. Едновременно с това координирано от Хаят Тахрир ал-Шам масово въстание, водено от коалиция от друзски племена и опозиционни сили, превзема южните градове Сувайда и Дараа до 6 декември, и бързо напредва на север, за да обкръжи Дамаск на следващия ден. Хомс е превзет от бунтовническите сили до ранната сутрин на 8 декември, без да остават големи крепости на режима между настъплението на бунтовниците и самия Дамаск.
Откъснати от алавитското сърце на губернаторствата Тартус и Латакия, изправени пред бунтовнически клещи от север и юг, настъпващи върху Дамаск, и без надежда за чуждестранна намеса от руските и иранските благодетели на режима, властта на Асад над останалите контролирани от режима територии бързо се разпада. Сирийските арабски въоръжени сили се стопяват, тъй като войниците им изоставят оръжията и униформите си, много от които дезертират през границата към Ирак и Ливан. Опозиционните сили превземат столицата Дамаск на 8 декември, сваляйки правителството на Башар ал-Асад и слагайки край на 53-годишното управление на семейство Асад над страната. Асад бяга в Москва със семейството си, където му е предоставено убежище.

### Сирия след Баас (2024 – )
Сирийският премиер Мохамад Гази ал-Джалали обявява на 8 декември 2024 г., че след напускането на Башар ал-Асад на Дамаск властта ще бъде предадена на ново избрано правителство. Ахмед ал-Шараа допълва, че ал-Джалали ще надзирава държавните институции до окончателното предаване. По-късно ал-Джалали заявява пред „Ал Арабия“, че преди съобщението е бил в контакт с ал-Шараа за координиране на предаването на властта.
След тези събития ал-Шараа се утвърждава като де факто лидер на страната, оглавявайки Хаят Тахрир ал-Шам. На 9 декември Хаят Тахрир ал-Шам публикува видео с участието на ал-Шараа, ал-Джалали и Мохамед ал-Башир, който ръководи фактическото правителство в Идлиб. В същия ден, след падането на режима на Асад, ал-Башир е натоварен със задачата да сформира преходно правителство, след среща с ал-Шараа и напускащия премиер ал-Джалали. На следващия ден той е официално назначен за министър-председател на преходното правителство от Сирийското главнокомандване.
Малко след падането на режима на Асад, Израел започва сухопътна операция в буферната зона „Лилава линия“ край Голанските възвишения, придружена от серия въздушни удари срещу сирийски военни складове и военноморски бази. Израелските отбранителни сили заявяват, че унищожават военната инфраструктура на партията Баас, включително химически заводи, за да предотвратят използването им от бунтовниците. Въпреки краха на режима на Асад подкрепяната от Турция Сирийска национална армия продължава военните действия срещу Сирийските демократични сили, подкрепяни от САЩ, докато на 11 декември е постигнато прекратяване на огъня.
След смяната на режима ал-Шараа е официално назначен за президент на Сирия от Сирийското главнокомандване за преходния период. Това се случва на 29 януари 2025 г. по време на Конференцията за победата на Сирийската революция в Дамаск. На 8 март 2025 г. базираната в Обединеното кралство организация SOHR съобщава, че сирийските сили за сигурност и проправителствените бойци са извършили клане на над 700 алавитски цивилни по време на сблъсъци в Западна Сирия. На 10 март 2025 г. Сирийските демократични сили се съгласяват да се слеят със Сирийските въоръжени сили след среща между техния лидер Мазлум Абди и ал-Шараа. Три дни по-късно ал-Шараа подписва временна конституция за петгодишен преходен период.
На 29 март 2025 г. ал-Шараа официално обявява съставянето на сирийското преходно правителство на церемония в Президентския дворец в Дамаск, където новите министри полагат клетва и излагат своите приоритети. Това правителство заменя служебния кабинет, формиран след падането на режима на Асад.